# TT Saint-Louis
Le Tennis de Table de Saint-Louis est un club français de tennis de table situé à Saint-Louis (Haut-Rhin) en Alsace. L'équipe 1 masculine du club évolue en Championnat de Pro B pour la saison 2011-2012. L'équipe fanion termine troisième de ce championnat, mais est repêché par les instances pour jouer la saison suivante en Pro A, une grande récompense pour l'ensemble du club et ses bénévoles. La première saison en Pro A de l'Histoire du club a été dure mais très gratifiante. La saison 2013-2013 voit l'arrivée d'un nouveau joueur dans l'effectif Pro en la personne de Roko Tosic. Le club remonte en PRO-A pour la saison 2014-2015.
Le club compte environ 56 joueurs, divisée en 8 équipes (PRO B, N1, N3, R3,D1,D2,D3,D4). Les matchs de Pro et les rencontres des 7 autres équipes se déroulent au Sportenum.

## Effectif 2013-2014
Équipe 1: PRO B
- Ivan Juzbasic (Croate) (N°43 FFTT)
- Adam Pattantyus (Hongrois) (N°24 FFTT)
- Roko Tosic (Croate) (N°26 FFTT)
- Damien Delobbe (Belge) (N°94 FFTT) (Coach)
- Nicola Mohler (Suisse) (N°140) (Coach)

Équipe 2: Nationale 1
- Christian Tiugan (N°363 FFTT)
- Damien Delobbe (N°94 FFTT)
- Nicolas Mohler (N°140 FFTT)
- Gaëtan Swartenbrouckx (N°288 FFTT)
- Ivan Juzbasic (N°43 FFTT) (Remplaçant)

Équipe 3: Nationale 3
- Emmanuel Felder (N°756 FFTT)
- Thibaut Mehr (1906 pts)
- Guy Mehr (1865 pts)
- Fabrice Strosser (N°792 FFTT)
- Cyrille Schaub (1756 pts)

## Palmarès
- Vainqueur de la TT Intercup en 2011
- Vice-Champion de Pro B en 2014

## Bilan par saison (Équipe 1)
| Saison    | Championnat | Cl  | Pts | J  | V  | N | D  | Pp | Pc | Diff |
| --------- | ----------- | --- | --- | -- | -- | - | -- | -- | -- | ---- |
| 2014-2015 | Pro A       | 10e | 23  | 18 | 2  | 1 | 15 | 25 | 64 | -39  |
| 2013-2014 | Pro B       | 2e  | 49  | 18 | 14 | 3 | 1  | 65 | 22 | +43  |
| 2012-2013 | Pro A       | 10e | 22  | 18 | 1  | 2 | 15 | 23 | 68 | -45  |
| 2011-2012 | Pro B       | 3e  | 38  | 18 | 7  | 6 | 5  | 51 | 44 | +7   |
| 2010-2011 | Pro B       | 6e  | 34  | 16 | 5  | 5 | 6  | 43 | 43 | 0    |
| 2009-2010 | Pro B       | 6e  | 35  | 18 | 5  | 7 | 6  | 48 | 53 | -5   |